# Belkis Milanés
Belkis Milanés (ur. 16 stycznia 1990) – kubańska lekkoatletka specjalizująca się w biegu na 100 metrów przez płotki.
W 2008 roku zdobyła brązowy medal mistrzostw świata juniorów, a dwa lata później uplasowała się na siódmej lokacie podczas mistrzostw ibero-amerykańskich. Wicemistrzyni ibero-amerykańska z 2012. 
Złota medalistka narodowych igrzysk kubańskich.
Rekord życiowy: 13,17 (1 maja 2010, Baie Mahault).

## Osiągnięcia
| Rok  | Impreza                        | Miejsce      | Pozycja    | Wynik |
| ---- | ------------------------------ | ------------ | ---------- | ----- |
| 2008 | Mistrzostwa świata juniorów    | Bydgoszcz    | 3. miejsce | 13,49 |
| 2010 | Mistrzostwa ibero-amerykańskie | San Fernando | 7. miejsce | 13,80 |
| 2012 | Mistrzostwa ibero-amerykańskie | Barquisimeto | 2. miejsce | 13,21 |